# 9667 Амастрінк
9667 Амастрі́нк (1997 HC16, 1990 QU17, 1993 FV21, 1996 AS9, 9667 Amastrinc) — астероїд головного поясу, відкритий 29 квітня 1997 року.
Тіссеранів параметр щодо Юпітера — 3,478.